# Cyclopinodes elegans
Espèce
Synonymes
- Cyclopina elegans T. Scott, 1894
- Cyclopinodes elegans (Sars, 1920)
- Cyclopinoides elegans (T. Scott, 1894)

Cyclopinodes elegans est une espèce de crustacés copépodes de l'ordre des Cyclopoida et de la famille des Cyclopinidae. Elle est trouvée en Écosse.